# تاريخ منطقة جيجل
تاريخ منطقة جيجل تُحدد منطقة جيجل التاريخية بمستطيل تمتد أطرافه الشمالية من مصب وادي بوغريون وسط خليج بجاية إلى رأس العشايش غرب مدينة القل، أما الجهة الجنوبية فتمتد أطرافه من السفوح الجنوبية لجبال بابور شمال العين الكبيرة إلى السفوح الشمالية لجبال سيدي إدريس شمال القرارم.
هذا المستطيل أغلب أراضيه جبلية وسهوله محدودة جدا لا تتجاوز العشرة في المائة من مجموع مساحته. فالمنطقة عبارة عن كتلة جبلية وهضبية متعددة الأشكال، محصورة بين واديين عميقين أثناء اختراقهما للجبال الصخرية. ومن الناحية الغربية وادي بوغريون الذي يفصلها عن جبال البيبان الشرقية، فهو ينبع من هضاب سطيف ويصب في وسط خليج بجاية.

## الناحية الشرقية
أما من الناحية الشرقية فيفصلها وادي الرمال عن الكتلة الجبلية الواقعة جنوب القل. وهو ينبع من الهضاب الواقعة جنوب وغرب مدينة قسنطينة ويصب في البحر شرق مدينة جيجل.
والواديان يتشابهان في الفجاج والعوائق أثناء اختراقهما للجبال الصخرية في عدة مواقع، وعلى الأخص في نواحي خراطة المعروفة بشعاب «الاخرة» بالنسبة لوادي بوغريون، ونواحي سيدي معروف المعروفة بـ «بين الغدر».
وتعد جبال منطقة جيجل جزءا مهما من الأطلس التلي الممتد من الحدود المغربية إلى الحدود التونسية. وأهم جبالها من الناحية
الجنوبية السلاسل الجبلية بابور، شينقرا تمزكدة، زواغة، سيدي معروف، سيدي إدريس، وهي أكثر ارتفاعا من السلاسل الشمالية، إذ يصل ارتفاع بعضها إلى أكثر من ألفي متر.رز

## الناحية الشمالية
أما من الناحية الشمالية التي تطل على البحر، فأهمها سلاسل تابابورت، وإراقن، وبوحنش، وتاكسانة، وبوعزة، والشحنة، وتمضلامت وسدات وتافرطاست، ومرتفعات مشاط، وبوالنغرة جنوب غرب رأس بوقرعون، فهذه الجبال وما يتفرع عنها من سلاسل جبلية عديدة كلها مكسوة بالغابات الكثيفة المتنوعة بالأشجار والشجيرات والنباتات.
أما هضاب المنطقة فأغلبها يتركز في السفوح الجنوبية التي تمتد من العين الكبيرة شمال سطيف إلى جنوب مدينة سكيكدة، وهي خارجة عن نطاق دراستنا.
أما من الناحية الشمالية فهضابها قليلة، لأن جبالها محدودة، تبدأ في الارتفاع من مياه البحر ماعدا الجبال المحيطة بسهل جيجل، فتتكون في سفوحها هضاب ضيقة محيطة بسهل جيجل.ونفس الشيءبالنسبة للسهول، فهي محدودة لا تتعدى بطون الأودية ومصباتها، مثل مصبات وادي جنجن ووادي النيل الذين يشكلان سهل جيجل الضيق، ومصبي الوادي الكبير ووادي الزهور. وهذا يتعلق بالناحية الشمالية، أما من الناحيتين الجنوبية والشرقية فتوجد سهول مجاورة خارجة عن منطقة جيجل المحددة، لكنها مهمة جدا، لخصوبة أراضيها، ولأنها لعبت دورا أساسيا في تاريخ المنطقة، وهي السهول المعروفة ب«السرا» شمال سطيف والعلمة وشلغوم العيد وأحواض فرجيوة والقرارم وديدوش مراد.
هذه التضاريس الجبلية المتداخلة تخترقها وديان وشعاب عميقة ومتعددة تجري فيها المياه في كل فصول السنة، بعضها يتجه من الجنوب إلى الشمال مثل الواديين الكبيرين الذين أشرت إليهما أنفا، بوغريون والرمال، وبعضها يتجه من الغرب إلى الشرق، مثل وادي جنجن الذي ينبع من جبال بابور، ويتجه شرقا بين السلسلتين الجبليتين: إراقن، تاكسانة، وشينقرا وتمزكيدة ثم ينزوي شمالا قرب مدينة جيملة، ويصب في البحر شرق مدينة جيجل.
أما أغلبها فهي وديان قصيرة لا يتجاوز طولها العشرين كيلومترا، وهي جميعها- باستثناء وادي جنجن وبويطان- تتجه مباشرة من منبعها في قمم الجبال إلى مصبها في البحر، أي من الشمال إلى الجنوب، وأهمها وديان زياما منصورية وكليلي، وتازة، وكسير، هذه الوديان تصب في البحر غرب مدينة جيجل.
أما التي تصب شرقها فأهمها وديان جنجن، النيل، سيدي عبد العزيز، الرمال، وادي زهور. وبالإضافة إلى هذا هناك بعض الوديان الداخلية التي تشكل روافد هامة قرب جيملة، ووادي بوقرعون والشقفة اللذان يصبان في وادي النيل شمال الشقفة بالقرب من البحر، ووادي يرجانة الذي يصب في وادي الرمال بالعنصر وووادي بويطان الذي يصب كذلك في وادي الرمال قرب سيدي معروف.

## السكان[1]

### سكان المنطقة قبل الاحتلال الفرنسي
إن الموقع الجبلي لمنطقة جيجل وشكل تضاريسها وتغطيتها بالغابات الكثيفة وكثرة الحيوانات المفترسة التي توجد بها كالأسود والنمور والضباع وغيرها التي كانت تجوب جبالها ووديانها وشعابها، في العصور القديمة والتي استمر وجودها إلى العهد الفرنسي حسبما ذكرته الكتب والصحف الفرنسية الصادرة حينذاك. هذا الموقع الطبيعي القاسي آخر تعميرها بالسكان إلى نهاية القرون الوسطى، وهذا باستثناء بعض الجيوب الساحلية المحدودة، أو الأطراف الجنوبية المطلة على السهول العالية شمال سطيف والعلمة هذا في نهاية العصور الوسطى، أما بعدها فيؤكد الفرنسيون في وثائقهم الإدارية وإحصائياتهم اكتظاظ المنطقة بالسكان (سنتعرض إلى هذا الجانب لاحقا) مع فراغ السهول القريبة منها نسبيا، كما يدعون بأنهم ليسوا السبب كله في حشد السكان بالجبال بعد ثورة المقراني، بل كانوا من قبل يفضلونها على السهول.
لا أحد كان يعرف القليل أو الكثير عن سكان المنطقة الجبلية الممتدة من بجاية إلى عنابة، لا عن أصولهم ولا عن عددهم ولا عن معيشتهم ولا حتى عن أسماء قبائلهم وعشائرهم، وعلى الأخص قبل الاحتلال الفرنسي سنة 1830، لأن الإنسان الذي يكون قد سكنها قبل العصور الوسطى لم يترك لنا أي اثر يذكر، ففيما يخص إنسان ماقبل التاريخ، لم نسمع أو نقرأ إلى حد الآن أية اكتشافات لذلك الأنسان الذي يترك أثاره عادة في المغارات والكهوف، وهي كثيرة بجبال المنطقة، باستثناء تلك الاكتشافات المحتشمة القريبة من مدينة جيجل في مغارة تازا وهضبة بني قايد المطلة على مدينة جيجل.
أما في العصر التاريخي ومن ضمنه العهد الإسلامي الذي يعد آخر العهود (770-1830م)فلا نجد مواقع أثرية مادية تذكر، وحتى مدينة جيجل أزال بعض أثارها الاستعمار الفرنسي بعد احتلالها سنة 1839، وأتم بقيتها زلزال 1856. ونفس الشيء بالنسبة للآثار الفكرية المكتوبة مثل النصوص التاريخية أو الأشعار الشعبية المسجلة، ماعدا الأساطير الشفاهية المتوارثة عبر الأجيال.
هذا على المستوى المحلي، أما على المستوى الوطني أو العربي الإسلامي وففي هذا المعنى يقول الدكتور صالح بن قربة في محاضرة ألقاها بجيجل سنة 1968" على الرغم من كثرة ماألفه المؤرخون المسلمون من كتب في التاريخ والخطط والطبقات والجغرافيا والرحلات والفقه والحسبة والأدب والموسوعات والمعاجم المختلفة، فإن مدينة جيجل لم تحظ باهتمام هؤلاء المؤرخين سواء أكانوا مغربة أو مشارقة بحيث لا تستوقف الباحث...إلخ.
وفي الأخير لخص المحاضر، الإشارات التي عثر عليها في كتب المؤرخين العرب المسلمين التي تبدأ مع المؤرخ ابن الأثير في كتابه الكامل في التاريخ إذ يقول:" حظيت جيجل بقسط وافر في كتاب ابن الأثير حيث أشار إليها في أحداث سنة 537ه-1148م بقوله:
| تاريخ منطقة جيجل | جهزوا أسلحتهم في صقلية واتجهوا إلى المغرب فوصلوا إلى جيجل فلما رآهم أهل البلد هربوا إلى البراري والجبال فدخلها الفرنج وسبوا من أدركوا فيها وهدموها وأحرقوها، وضربوا القصر الذي بناه يحي بن العزيز بن حماد... | تاريخ منطقة جيجل |

هذا فيما يخص مدينة جيجل عاصمة الإقليم، أما أقليمها الجغرافي فإن أول إشارة مباشرة لسكان الإقليم، حسب المحاضر سالف الذكر، قد وردت في كتاب الحسن الوزان المعروف ب" ليون الإفريقي" في كتابه المشهور"وصف إفريقيا" الذي ألفه في القرن السادس عشر في بداية العهد العثماني، إذ يقول فيه:
| تاريخ منطقة جيجل | قصر جيجل رجاله بواسل كرماء وأوفياء وكلهم فلاحون وأراضيهم وعرة غير صالحة إلا لزراعة الشعير والكتان والقنب الذي ينمو بكمية كبيرة | تاريخ منطقة جيجل |

يعد هذا النص - أول وصف مباشر لسكان إقليم جيجل قبل القرن السادس عشر. وفي هذا الصدد لا بد من التعرض للمجلد السادس من تاريخ ابن خلدون المعروف بكتاب" العبر وديوان المبتدأ والخبر" الذي ألفه في القرن الرابع عشر وأفرده تقريبا للحديث عن أصول سكان شمال أفريقيا وتحركهم. وقد ركز أكثر على سكان الجزائر’ حيث تحدث فيه بالتفصيل عن القبائل البربرية وجذورها وبطونها وتفرعاتها من بداية العصور التاريخية إلى عهده. وكذلك القبائل العربية التي جاءت أثناء الفتح في القرن الثامن الميلادي أو الهلالية التي جاءت في القرن الحادي عشر الميلادي. وخلاصة ما قاله ابن خلدون عن سكان منطقة جيجل منذ بداية العهد الإسلامي في القرن الثامن إلى عهده في القرن الرابع عشر تحت عنوان: الخبر عن كتامة من بطون البرانس هي قوله:(وكانت تلك المواطن بلاد مذكورة لهم... ومجالات تقلبهم مثل إيكجان، سطيف، والقل وجيجل...إلخ).وأهم جملة وردت في نص ابن خلدون حول سكان المنطقة هو انتسابهم من حيث الاصل إلى بطن من بطون كتامة المعروفة في عهده، وهذا عكس مافعله أثناء تعرضه لبطون زواوة، فقد ذكر عدة بطون ما زالت إلى اليوم بأسمائها مثل بني مليكش وبني مشدالة وبني مكلات وبني غبرين وبني راثن وغيرهم. وفي هذا المعنى يقول مبارك الميلي في الجزء الثاني من كتابه تاريخ الجزائر في القديم والحديث:
| تاريخ منطقة جيجل | لم يذكر ابن خلدون في بطون كتامة القبائل المعروفة اليوم بفرجيوة وسكان الجبال ما بين سكيكدة وجيجل غير بني تليلان، وهناك من هم أكثر منهم مثل بني فوغال وبني ولبان وبني توفوت وبني خطاب وبني يدر، فإما أن تكون تلك البطون لا شأن لها لعهده أو أهملها لقلة خبرته بتلك الجبال، فإنه لم يحدثنا لا بالقليل ولا بالكثير، ولم يذكر اسم خطاب الذي كان معروفا منذ القرن الثالث الهجري، فقد ذكر اليعقوبي في مراسي ميلة قلعة خطاب...إلخ. | تاريخ منطقة جيجل |

إن الاحتمال الثاني الذي ذكره مبارك الميلي وهو: قلة خبرة ابن خلدون بالمنطقة صحيح، لأنه ذكر بنفسه في صفحة 264 من المجلد السادس من كتابه أثناء حديثه عن زواغة القريبة من ميلة، حيث قال:"
| تاريخ منطقة جيجل | وأما زواغة فلم يتأدى إلينا من أخبارهم إلينا من أخبارهم وتصاريف أحوالهم ما نعمل فيه الأقلام | تاريخ منطقة جيجل |

فإذا كانت زواغة القريبة من ميلة وقسنطينة ومن البسائط (السهول)لا يعرف عنها شيئا، فما بالك بالقبائل الجبلية".هذا الإحتمال وارد، لكن الاحتمال الأقرب إلى المعقول والذي تؤيده انعدام الأثار المادية وشحة المعلومات التاريخية الوطنية والعربية الإسلامية هو الاحتمال الثاني الذي ذكره مبارك الميلي وهو: قلة شأن سكان المنطقة، لأنها في عهد ابن خلدون (القرن الرابع عشر الميلادي) لا شأن لها فيما يخص وضعها السكاني، لأنها ما زالت غابات وأحراش وجبال غير مأهولة بالسكان. أما أطرافها الشمالية والجنوبية، أي سفوح الجبال فربما بدأ التسلل إليها أثناء تعاقب الغزاة، وعلى الأخص الرومان والوندال والبيزنطيون قديما والفرنسيون حديثا.أما أعماقها التي وجدها الفرنسيون بعد احتلالهم لها سنة 1839 فهي كثيفو جدا بالسكان، (كما سنتعرض له لاحقا)، وأكبر الاحتمالات عندي أن التعمير بدأ كذلك بطريقة فردية طلبا للأمن من ظلم الحكام أو فرارا من عقابهم أو من دفع أنواع الضرائب أو من هجومات الجماعات البشرية المضادة.
وقد بدأ التسلل حسب تقديري في القرن الثاني عشر، واستمر على نفس الوتيرة حتى القرن التاسع عشر، وقد بدا ذلك التسلل إلى الجبال الامنة نتيجة للفوضى التي تعقب قيام وسقوط الدول التي تصارعت على حكم المنطقة، (الفاطميون، الحماديون، الموحدون، الحفصيون والعثمانيون)بالإضافة إلى الزحف الهلالي فهِلاء المتسللون الأوائل يعدون النواة الأولى لسكان المنطقة، أي الجد الأول للقبائل والاعراش والعشائر الكثيرة التي عمرت جبال وهضاب المنطقة خلال العهد العثماني (1513-1830).إذ لم ترد تلك القبائل والعشائر في أمهات كتب التاريخ العربية الإسلامية التي ظهرت قبل القرن السادس عشر، وسنعرف أسماء تلك القبائل التي تشكلت بعد القرن السادس عشر بعد احتلال المنطقة من طرف الجيش الفرنسي سنة 1839م.

### سكان منطقة جيجل بعد الاحتلال الفرنسي
إذا كان العهد الإسلامي شحيحا بالمعلومات التاريخية حول منطقة جيجل، فإن العهد الفرنسي ثري بها. ففي ظرف 50 سنة (1875-1925)ألفت خمسة كتب حول منطقة جيجل وإقليمها الجغرافي. وكان أول كتاب ظهر هو: كتاب تاريخ مدينة جيجل لشارل فيرو. وقد سبقت هذ الكتاب الجريدة الرسمية التي كانت تصدرها الولاية العامة بالجزائر فابتداء من 1865م بدأت تنشر معلومات تاريخية عن كل عرش جزائري أثناء تطبيق القانون المعروف بسيناتوس كونسيلت. وابتداء من 1867 بدأت تنشر تقارير مفصلة عن قبائل وعشائر منطقة جيجل، وكانت تتناول في تلك التقارير أصول سكان كل قبيلة أو عشيرة وعدد أفرادها ونشاطها الفلاحي ووسائل الإنتاج ونوع المسكن والنشاط التجاري وبعض العادات والتقاليد التي كانت تسود المنطقة والمستوى الثقافي والحضاري والعلاقة التي كانت تربطها بالسلطة العثمانية، وحتى العلاقة بين القبائل والأعراش. وكانت تلك المعلومات تؤخد، حسب إدعاء معديها، من أفواه شيوخ القبائل. وتعد تلك المعلومات، حسب نظري هي أول معلومات تاريخية مكتوبة عن تلك القبائل. وقد اعتمد شارل فيرو، سالف الذكر، على تلك التقارير، وربما من المشاركين في إعدادها، لأنه نقل بعضها حرفيا في كتابه المشار إليه سابقا.
وبناء على ذينك المصدرين، وتقارير الجريدة الرسمية وكتاب شارل فيرو، سالف الذكر، سنتعرض لاحقا لتقارير بعض أعراش المنطقة كما نشرتها الجريدة الرسمية الاستعمارية لنستخلص منها-ولو بحذر- بعض المعلومات التي تعد أولية بالنسبة لتاريخ تلك الأعراش، كما نستخلص منها أصولهم.
وقد وجد الفرنسيون هذه الاعراش موزعة في هضابها وجبالها بكثافة حسب إدعائهم. وقد زادوها اكتظضظا وكثافة بعد احتلالهم لمدينة جيجل سنة 1839م وميلة وفرجيوة سنتي 1838و 1839 وما تلا ذلك من اغتصاب ومصادرة للأراضي السهلية وقتل وتشريد أصحابها واظطرار ما تبقى منهم إلى الفرار والاختفاء بالجبال، وبعدها تغرس تلك الأراضي المغتصبة بالمستعمرات الاستيطانية الأوربية. وخلاصة القول إن الكثافة السكانية المرتفعة جدا للمنطقة الجبلية الممتدة من بجاية إلى سكيكدة والتي استمرت في كثافتها واكتظاظها إلى سنة 1954 تعود كلها في جميع العهود إلى أسباب استعمارية الغزاة الأجانب) أو إلى ظلم الحكام المحليين.

### اهتمام الفرنسيين بسكان المنطقة
لقد اهتم الفرنسيون بتاريخ سكان منطقة جيجل بعد الاحتلال، مثل اهتمامهم بجميع المناطق الجزائرية، بالوصف والبحث والتحليل من حيث أصولهم وعاداتهم وتقاليدهم ومعيشتهم ومسكنهم ومستواهم الفكري والوازع الديني لديهم. لكن كانت تحليلاتهم للأحداث
التاريخية تفتقر إلى الموضوعية في الكثير من المواضيع، وعلى الأخص خلال العهدين الإسلامي والعثماني، وكذلك كان تفسيرهم مغرضا لبعض العادات والتقاليد، مثل تفسيرهم للاحتفال برأس السنة في 11 جانفي واحتفالهم بعيد الربيع، بأنهما من عادات مسيحيتهم التي كانت قبل اعتناقهم للإسلام قبل القرن الثامن.كما أن لجوءهم للسكن في أعماق الجبال كان نتيجة لفرارهم من الجيوش الإسلامية التي كانت تفرض عليهم اعتناق الديانة الإسلامية. ومن هنا نلاحظ تفسيراتهم المغرضة، لأن الجيوش الإسلامية لم تدخل إطلاقا الشريط الساحلي الممتد من بجاية إلى عنابة، وأن السكان قد اعتنقوا الإسلام عن طريق الاحتكاك فقط. وهذا قليل من كثير، ورغم ذلك فلا يخلو الكثير من المعلومات من الصحة، مثل بعض العادات ووصف السكن ووسائل الإنتاج وتربية النحل والحيوانات والأفراح والأحزان وبعض العادات والتقاليد، لأن تسعين في المائة منها بقيت كما ذكروها دون تغيير يذكر حتى سنة 1954، أي إلى بداية الثورة كما سيأتي ذكره.